# San José de Colinas
San José de Colinas est une municipalité du Honduras, située dans le département de Santa Bárbara. Elle comprend 32 villages et 120 hameaux. Elle est fondée en 1812.

## Source de la traduction
- (en) Cet article est partiellement ou en totalité issu de l’article de Wikipédia en anglais intitulé « San José de Colinas » (voir la liste des auteurs).